# Asnières-sur-Vègre

Asnières-sur-Vègre este o comună în departamentul Sarthe, Franța. În 2009 avea o populație de 417 de locuitori.